# Sønder Nærå Sogn
Sønder Nærå Sogn ist eine Kirchspielsgemeinde (dän.: Sogn)
auf der Insel Fyn (dt.: Fünen) im südlichen Dänemark.
Bis 1970 gehörte sie zur Harde Åsum Herred im damaligen Svendborg Amt, danach zur Årslev Kommune im
Fyns Amt, die im Zuge der  Kommunalreform zum 1. Januar 2007 in der
Faaborg-Midtfyn Kommune in der Region Syddanmark aufgegangen ist.

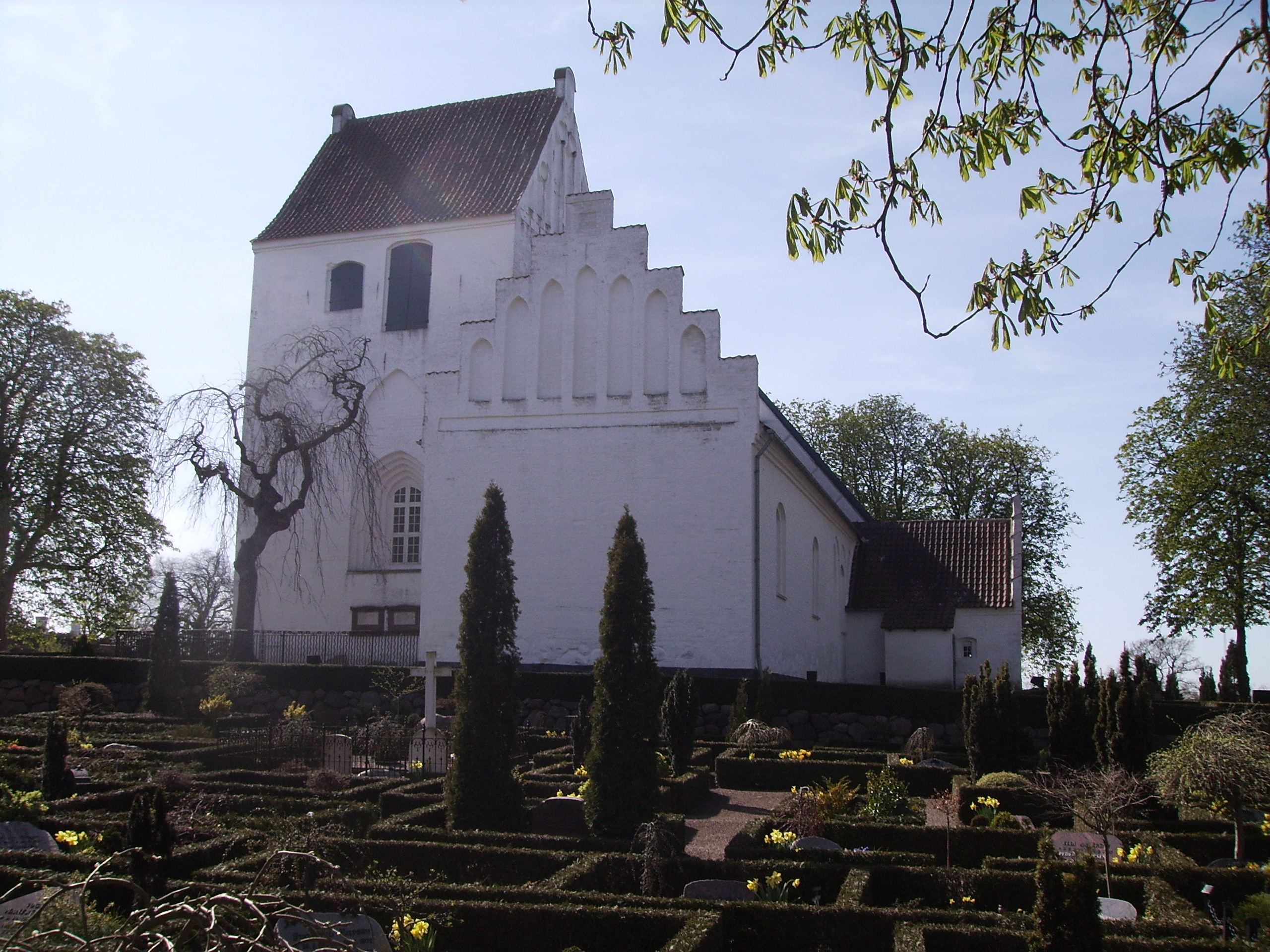
Sankt Mikaels Kirke

Im Kirchspiel leben 2918 Menschen (Stand: 1. Januar 2023), der größte Teil davon Einwohner des ehemaligen Kommunenzentrums Årslev.
Im Kirchspiel liegen die Kirchen „Sankt Mikaels Kirke“ und „Sønder Nærå Valmighedskirke“.
Nachbargemeinden sind im Osten Rolfsted Sogn, im Südosten Søllinge Sogn, im Südwesten Sønder Højrup Sogn und im Westen Årslev Sogn, ferner in der nördlich benachbarten Odense Kommune im Nordwesten Højby Sogn und im Norden Allerup Sogn und Fraugde Sogn.

## Persönlichkeiten
- Karl Kirk (1890–1955), Turner
- Karen Wegener (1935–2012), Schauspielerin